# سلمى ميرباوم أيزنجر
سلمى ميرباوم أيزنجر Selma Meerbaum Eisinger (ولدت في تشيرنوفيتش في أوكرانيا 14 أغسطس 1924- ماتت في ميشائيلوفكا في أوكرانيا 16 ديسمبر 1942) هي شاعرة يهودية أوكرانية، كانت لغة كتابتها الألمانية.

## حياتها
بدأت سلمى كتابة الشعر في سن مبكرة، وكانت متأثرة في أعمالها بالشعراء: هاينريش هاينه، وراينر ماريا ريلكه، وكلابوند، وبول فيرلين، ورابيندارات طاغور. وفي عام 1939 بدأت تكتب قصائدها الخاصة، وتترجم من الفرنسية والرومانية والعبرية. وبعد أن اجتاجت القوات الألمانية في عام 1941 تشيرنوفيتش التي كانت القوات السوفيتية قد دخلتها في يوليو 1940، أجبرت عائلة أيزينجر على العيش في الجيتو. وفي عام 1942 أدخلت العائلة معسكر العمل ميشائيلوفكا في ترانسنيسترا في أوكرانيا، حيث ماتت سلمى بسبب الحمى عن عمر يناهز الثامنة عسرة.

## أدبها
تحتوي أعمال سلمى ميرباوم أيزينجر على 57 قصيدة، والتي جمعتها هي في ألبوم وكتبتها بالقلم الرصاص، تحت عنوان قطف البراعم Blütenlese, وقد أهدت هذا الألبوم إلى حبيبها فيشمان، تعبيرا عن حبها العميق له. وفي أثناء الحرب أعطى فيشمان الألبوم لإحدى صديقات سلمى، والتي أخذتها معها إلى إسرائيل. وهناك نشرت هذه القصائد في طبعة خاصة.
وجاء الاكتشاف الحقيقي لشاعرية سلمى في عام 1980, حين طبعت أعمالها في ألمانيا الغربية، على يد الصحفي والباحث في أدب المهجر يورجين زيركه، والذي نشر الديوان تحت عنوان لقد غمرني الحنين Ich bin in Sehnsucht eingehüllt. وفي نوفمبر 2005 صدرت طبعة جديدة. وقد لحنت بعض قصائدها.

## شعرها
أهم ما يميز شعر سلمى أنه شعر يتغنى بالحب وجمال الطبيعة، وتتخلله مشاعر مكتئبة. ولشعرها مكانة راقية بين الشعر العالمي. وقد وصفت الشاعرة هيلدا دومين Hilde Domin قصيدتها المسماة «باكية من الانفعال»:«كم هي جميلة ونقية ومشرقة وخائفة». 
وينتمي شعرها بجوار شعر روزا أوسليندر وبول سيلان، إلى الإرث الأدبي الكبير للحضارة الألمانية اليهودية التي انهارت في جنوب أوكرانيا.

## أعمالها
1. ديوان قطف البراعم Blütenlese (والذي صدر في تل أبيب 1979) وطبع في ألمانيا الغربية في هامبورغ 1980 تحت عنوان لقد غمرني الحنين Ich bin in Sehnsucht eingehüllt.

## روابط خارجية
- سلمى ميرباوم أيزنجر على موقع IMDb (الإنجليزية)
- سلمى ميرباوم أيزنجر على موقع ميوزك برينز (الإنجليزية)
- سلمى ميرباوم أيزنجر على موقع ديسكوغز (الإنجليزية)